# Kandela
Kandela (łac. candela, świeca) – jednostka światłości źródła światła; podstawowa jednostka w układzie SI, oznaczana jako cd. Jest to światłość, z jaką świeci w określonym kierunku źródło emitujące promieniowanie monochromatyczne o częstotliwości 5,4·1014 Hz (co odpowiada długości 555 nm, barwa zielona) i natężeniu promieniowania w tym kierunku równym 1/683 W/sr.
Starsza definicja określała kandelę jako światłość 1/600 000 m² powierzchni ciała doskonale czarnego w temperaturze krzepnięcia platyny pod ciśnieniem 1 atmosfery fizycznej. Jednak z powodu trudności w wykonywaniu układu pomiarowego i małej dokładności pomiaru (rzędu 0,1 – 0,2%), definicja ta została zarzucona w 1979 r. i zastąpiona nową definicją.
Kandela została wprowadzona w roku 1948 przez Międzynarodowy Komitet Miar i Wag. Wcześniej jednostką światłości była świeca.